# ما تبقى لكم
ما تبقّى لكم هي الرواية الثانية للأديب الفلسطيني غسان كنفاني بعد رواية رجال في الشمس، صدرت لأول مرة في عام 1966. وقد حاز في عام 1966 جائزة أصدقاء الكتاب في لبنان لأفضل رواية عن روايته هذه.

## الكاتب
صاحب الرواية غسان كنفاني (عكا 9 أبريل 1936 - بيروت 8 يوليو 1972) هو روائي وقاص وصحفي فلسطيني. يُعتبر أحد أشهر الكتاب والصحافيين العرب في القرن العشرين. فقد كانت أعماله الأدبية من روايات وقصص قصيرة متجذرة في عمق الثقافة العربية والفلسطينية.